# Картинна галерея імені Гавриїла Харитоновича Ващенка
Картинна галерея імені Гавриїла Харитоновича Ващенка (біл. Карцінная галерэя імя Гаўрыіла Харытонавіча Вашчанкі, рос. Картинная галерея имени Гавриила Харитоновича Ващенко) — державна картинна галерея у обласному центрі Білорусі місті Гомелі, значний міський і регіональний культурно-просвітній осередок. Носить ім'я Народного художника Білорусі академіка живопису Гавриїла Харитоновича Ващенка, передана у дар колекція робіт якого фактично започаткувала заклад культури.

## Загальні дані
Державна установа «Картинна галерея імені Гавриїла Харитоновича Ващенка» міститься в окремому охайному двоповерховому особняку у затишній місцині у самому центрі Гомеля за адресою:
вул. Карповича, буд. 4, м. Гомель (Республіка Білорусь).
Для розміщення галереї у приміщенні будівлі старої архітектури її було ретельно відреставровано.
Виставкова площа галереї становить понад 500 м². У галереї є лекційна зала, обладнана для перегляду відеоматеріалів.
Час роботи галереї: щодня з 10.00 до 19.00, без обідів і вихідних.
Директор закладу культури — Шимбалєва Людмила Михайлівна.

## З історії створення та діяльності
Картинна галерея у Гомелі була відкрита 5 лютого 2002 року з ініціативи голови Гомельського обласного виконавчого комітету О. С. Якобсона на знак вдячності міста за дар колекції з 50 картин Народного художника Білорусі академіка живопису Гавриїла Харитоновича Ващенка, які стали основою фонду галереї. Дружина художника, Матильда Адамівна Ващенко, передала місту колекцію, що включала як роботи Г. Х. Ващенка (30 полотен), так і сучасних білоруських художників, друзів і учнів Гавриїла Харитоновича. Відтоді фонди галереї, що носить ім'я Г. Х. Ващенка, постійно поповнюються роботами сучасних білоруських художників, і нині складають близько 300 картин. Власне постійна експозиція творів Гавриїла Харитоненка розміщена на другому поверсі галереї. У фондах галереї знаходиться найбільше зібрання робіт Гавриїла Харитоновича, що охоплює період творчого шляху художника більш ніж за 50 років роботи — тут представлені всі жанри, в яких працює художник: портрет, натюрморт, пейзаж, тематична картина.
За роки існування Картинна галерея імені Гавриїла Харитоновича Ващенка стала не лише головним виставковим залом Гомеля, а й справжнім культурним центром, який здійснює найрізноманітніші заходи.
Спільно з ТДВ «ГомельСпортСервіс» і Гомельським художнім училищем галерея є організатором щорічного обласного конкурсу дитячої та юнацької творчості пам'яті Станіслава Д'яконова.
Щорічно в галереї проводиться більше 20 виставок образотворчого, декоративно-прикладного, фотомистецтва. Окрім виставкової діяльності, на базі галереї постійно відбуваються різноманітні культурно-масові заходи для різних верств населення. Лекційний зал галереї оснащений мультимедійним обладнанням, проводяться лекції, зустрічі з художниками, вшанування та заходи, присвячені різним святам і річницям, концерти і зустрічі з творчими людьми. 
Серед найцікавіших проектів останніх років — обмінна виїзна виставка фондових робіт Картинної галереї Г. Х. Ващенка в обласному художньому музеї у Чернігові (Україна) та виставка з вищезгаданого музею в картинній галереї Г. Х. Ващенка — обидва заходи були зорганізовані за підтримки Посольства Республіки Білорусь в Україні та Посольства України в Республіці Білорусь, і відбувалися у рамках програми співпраці прикордонних областей Республіки Білорусь, України та Росії «Єврорегіон «Дніпро». 
Від 2004 року при галереї діє постійна виставка-продаж творів образотворчого мистецтва і сувенірів.  
У 2008 році у картинній галереї імені Г. Х. Ващенка був здійснений проект «Передвижники XXI ст. Санкт-Петербург», що познайомив гомельського глядача з сучасними художниками Росії, які зберігають вірність традиціям реалізму.

## Виноски
1. ↑  Картинна галерея Г. Х. Ващенка на вебресурс «Моє місто — Гомель» (рос.)
2. ↑  Картинна галерея Г. Х. Ващенка [Архівовано 28 травня 2010 у Wayback Machine.] на www.museum.gomel-region.by (вебресурс «Музеї Гомельської області») [Архівовано 22 серпня 2011 у Wayback Machine.] (рос.)
3. ↑  Постійна експозиція Г. Х. Ващенка [Архівовано 15 травня 2012 у Wayback Machine.] на Вебсторінка державної установи «Картинна галерея ім. Гавриїла Харитоновича Ващенка», Гомель [Архівовано 16 вересня 2011 у Wayback Machine.] (рос.)